# Campeonato Europeu de Atletismo em Pista Coberta de 2013
O Campeonato Europeu de Atletismo em Pista Coberta de 2013 foi a 32ª edição do campeonato organizado pela Associação Europeia de Atletismo (AEA) em Gotemburgo, na Suécia, entre 1 e 3 de março de 2013. Um total de 26 provas foi disputado no campeonato, no qual participaram 578 atletas de 47 nacionalidades. 

## Processo de candidatura
A decisão de conceder o evento para Gotemburgo foi feita pelo Conselho Europeu de Atletismo em sua longa reunião em Malta em 15 de outubro de 2007. Inicialmente, Gotemburgo se candidatou para o Campeonato de 2011 contra Paris . A Associação Europeia de Atletismo achou que as duas cidades apresentaram conceitos muito bons, e acabou com os dois candidatos obter um campeonato cada; Paris em 2011 e Gotemburgo em 2013. Gotemburgo usou o conceito Tudo sob um telhado. 

## Medalhistas

### Masculino
| Evento                      | Ouro                                                                           | Ouro    | Prata                                                                                   | Prata   | Bronze                                                              | Bronze  |
| 60 m detalhes               | Jimmy Vicaut · França                                                          | 6.48    | James Dasaolu · Grã-Bretanha                                                            | 6.48    | Michael Tumi · Itália                                               | 6.52    |
| 400 m detalhes              | Pavel Maslák · Chéquia                                                         | 45.66   | Nigel Levine · Grã-Bretanha                                                             | 46.21   | Pavel Trenikhin · Rússia                                            | 46.70   |
| 800 m detalhes              | Adam Kszczot · Polónia                                                         | 1:48.69 | Kevin López · Espanha                                                                   | 1:49.31 | Mukhtar Mohammed · Grã-Bretanha                                     | 1:49.60 |
| 1500 m detalhes             | Mahiedine Mekhissi-Benabbad · França                                           | 3:37.17 | İlham Tanui Özbilen · Turquia                                                           | 3:37.22 | Simon Denissel · França                                             | 3:37.70 |
| 3000 m detalhes             | Hayle Ibrahimov · Azerbaijão                                                   | 7:49.74 | Juan Carlos Higuero · Espanha                                                           | 7:50.26 | Ciarán Ó Lionáird · Irlanda                                         | 7:50.40 |
| 60 m/c barreiras detalhes   | Sergey Shubenkov · Rússia                                                      | 7.49    | Paolo Dal Molin · Itália                                                                | 7.51    | Pascal Martinot-Lagarde · França                                    | 7.53 =  |
| 4x400 m detalhes            | Reino Unido · Michael Bingham · Richard Buck · Nigel Levine · Richard Strachan | 3:05.78 | Rússia · Pavel Trenikhin · Yuriy Trambovetskiy · Konstantin Svechkar · Vladimir Krasnov | 3:06.96 | Chéquia · Daniel Němeček · Josef Prorok · Petr Lichý · Pavel Maslák | 3:07.64 |
| Salto em altura detalhes    | Sergey Mudrov · Rússia                                                         | 2.35    | Aleksey Dmitrik · Rússia                                                                | 2.33    | Jaroslav Bába · Chéquia                                             | 2.31    |
| Salto com vara detalhes     | Renaud Lavillenie · França                                                     | 6.01    | Björn Otto · Alemanha                                                                   | 5.76    | Malte Mohr · Alemanha                                               | 5.76    |
| Salto em distância detalhes | Aleksandr Menkov · Rússia                                                      | 8.31    | Michel Tornéus · Suécia                                                                 | 8.29    | Christian Reif · Alemanha                                           | 8.07    |
| Salto triplo detalhes       | Daniele Greco · Itália                                                         | 17.70m  | Ruslan Samitov · Rússia                                                                 | 17.30m  | Aleksey Fyodorov · Rússia                                           | 17.12   |
| Arremesso de peso detalhes  | Asmir Kolašinac · Sérvia                                                       | 20.62   | Hamza Alić · Bósnia e Herzegovina                                                       | 20.34   | Ladislav Prášil · Chéquia                                           | 20.29   |
| Heptatlo detalhes           | Eelco Sintnicolaas · Países Baixos                                             | 6372 ,  | Kevin Mayer · França                                                                    | 6297    | Mihail Dudaš · Sérvia                                               | 6099    |

### Feminino
| Evento                      | Ouro                                                                               | Ouro      | Prata                                                                                 | Prata   | Bronze                                                                        | Bronze  |
| 60 m detalhes               | Mariya Ryemyen · Ucrânia                                                           | 7.10 =    | Ivet Lalova · Bulgária                                                                | 7.12    | Myriam Soumaré · França                                                       | 7.11    |
| 400 m detalhes              | Perri Shakes-Drayton · Grã-Bretanha                                                | 50.85     | Eilidh Child · Grã-Bretanha                                                           | 51.45   | Moa Hjelmer · Suécia                                                          | 52.04   |
| 800 m detalhes              | Nataliya Lupu · Ucrânia                                                            | 2:00.26   | Yelena Kotulskaya · Rússia                                                            | 2:00.98 | Maryna Arzamasava · Bielorrússia                                              | 2:01.21 |
| 1500 m detalhes             | Abeba Aregawi · Suécia                                                             | 4:04.47   | Isabel Macías · Espanha                                                               | 4:14.19 | Katarzyna Broniatowska · Polónia                                              | 4:14.30 |
| 3000 m detalhes             | Sara Moreira · Portugal                                                            | 8:58.50   | Corinna Harrer · Alemanha                                                             | 9:00.50 | Fionnuala Britton · Irlanda                                                   | 9:00.54 |
| 60 m/c barreiras detalhes   | Alina Talay · Bielorrússia                                                         | 7.94 =    | Veronica Borsi · Itália                                                               | 7.94    | Derval O'Rourke · Irlanda                                                     | 7.95    |
| 4x400 m detalhes            | Reino Unido · Eilidh Child · Shana Cox · Christine Ohuruogu · Perri Shakes-Drayton | 3:27.56 , | Rússia · Olga Tovarnova · Tatyana Veshkurova · Nadezhda Kotlyarova · Kseniya Zadorina | 3:28.18 | Chéquia · Denisa Rosolová · Jitka Bartonicková · Lenka Masná · Zuzana Hejnová | 3:28.49 |
| Salto em altura detalhes    | Ruth Beitia · Espanha                                                              | 1.99      | Ebba Jungmark · Suécia                                                                | 1.96 =  | Emma Green Tregaro · Suécia                                                   | 1.96    |
| Salto com vara detalhes     | Holly Bleasdale · Grã-Bretanha                                                     | 4.67      | Anna Rogowska · Polónia                                                               | 4.67    | Anzhelika Sidorova · Rússia                                                   | 4.62    |
| Salto em distância detalhes | Darya Klishina · Rússia                                                            | 7.01      | Éloyse Lesueur · França                                                               | 6.90    | Erica Jarder · Suécia                                                         | 6.71    |
| Salto triplo detalhes       | Olha Saladuha · Ucrânia                                                            | 14.88 ,   | Irina Gumenyuk · Rússia                                                               | 14.30   | Simona La Mantia · Itália                                                     | 14.26   |
| Arremesso de peso detalhes  | Christina Schwanitz · Alemanha                                                     | 19.25     | Yevgeniya Kolodko · Rússia                                                            | 19.04   | Alena Kopets · Bielorrússia                                                   | 18.85   |
| Pentatlo detalhes           | Antoinette Nana Djimou · França                                                    | 4666      | Yana Maksimava · Bielorrússia                                                         | 4658    | Hanna Melnychenko · Ucrânia                                                   | 4604    |

## Quadro de medalhas
| Ordem | País                 | Medalha de ouro | Medalha de prata | Medalha de bronze | Total |
| ----- | -------------------- | --------------- | ---------------- | ----------------- | ----- |
| 1     | Rússia               | 4               | 7                | 3                 | 14    |
| 2     | França               | 4               | 3                | 2                 | 9     |
| 3     | Grã-Bretanha         | 4               | 3                | 1                 | 8     |
| 4     | Ucrânia              | 3               | 0                | 1                 | 4     |
| 5     | Espanha              | 1               | 3                | 0                 | 4     |
| 6     | Suécia               | 1               | 2                | 3                 | 6     |
| 7     | Alemanha             | 1               | 2                | 2                 | 5     |
| 8     | Itália               | 1               | 2                | 2                 | 5     |
| 9     | Bielorrússia         | 1               | 1                | 2                 | 4     |
| 10    | Polónia              | 1               | 1                | 1                 | 3     |
| 11    | Chéquia              | 1               | 0                | 4                 | 5     |
| 12    | Sérvia               | 1               | 0                | 1                 | 2     |
| 13    | Azerbaijão           | 1               | 0                | 0                 | 1     |
| 13    | Países Baixos        | 1               | 0                | 0                 | 1     |
| 13    | Portugal             | 1               | 0                | 0                 | 1     |
| 16    | Bósnia e Herzegovina | 0               | 1                | 0                 | 1     |
| 16    | Turquia              | 0               | 1                | 0                 | 1     |
| 18    | Irlanda              | 0               | 0                | 3                 | 3     |
| 19    | Bulgária             | 0               | 0                | 1                 | 1     |
| Total | Total                | 26              | 26               | 26                | 78    |

## Participantes por nacionalidade
Um total de 577 atletas de 47 países participaram do campeonato.
| - Albânia (3) - Andorra (1) - Armênia (2) - Áustria (5) - Azerbaijão (2) - Bielorrússia (12) - Bélgica (13) - Bósnia e Herzegovina (2) - Bulgária (13) - Croácia (8) - Chipre (4) - Chéquia (21) - Dinamarca (6) - Estónia (7) - Finlândia (11) - França (32) | - Geórgia (3) - Alemanha (28) - Gibraltar (2) - Reino Unido (29) - Grécia (12) - Hungria (7) - Islândia (2) - Irlanda (11) - Israel (2) - Itália (40) - Letônia (10) - Lituânia (4) - Macedônia do Norte (1) - Malta (1) - Moldávia (1) - Mónaco (1) | - Países Baixos (13) - Noruega (12) - Polónia (21) - Portugal (13) - Roménia (18) - Rússia (51) - San Marino (1) - Sérvia (4) - Eslováquia (11) - Eslovênia (7) - Espanha (26) - Suécia (40) (Anfitrião) - Suíça (6) - Turquia (15) - Ucrânia (38) |

Legenda
| Recorde mundial       | Recorde mundial (World record)               |                       | Recorde africano                      | Recorde africano (African) |                                           | Q | Classificado por posição (Qualified) |
| Recorde do campeonato | Recorde do campeonato (Championship record)  | Recorde da América    | Recorde da América (Americas)         | q                          | Classificado por melhor tempo (Qualified) |   |                                      |
| Melhor marca do ano   | Melhor marca do ano (World leading)          | Recorde asiático      | Recorde asiático (Asian)              | DNS                        | Não largou (Did not start)                |   |                                      |
| Recorde nacional      | Recorde nacional (National record)           | Recorde europeu       | Recorde europeu (European)            | DNF                        | Não terminou (Did not finish)             |   |                                      |
| Recorde pessoal       | Recorde pessoal do atleta (Personal best)    | Recorde da Oceania    | Recorde da Oceania (Oceania)          | DSQ / DQ                   | Desclassificado (Disqualified)            |   |                                      |
| Recorde da temporada  | Recorde da temporada do atleta (Season best) | Recorde sul-americano | Recorde sul-americano (South America) | NM                         | Sem marca (No mark)                       |   |                                      |